# Johma

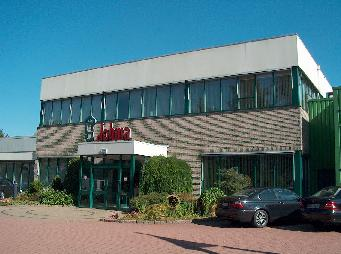
Johma te Losser

Johma is het bedrijf en handelsmerk van Johma Nederland B.V. Het is een fabriek van voedingsmiddelen, vooral salades. 

## Activiteiten
Johma maakt salades die in supermarkten worden verkocht. Dit gebeurt onder eigen naam en onder 'private label'. In 2017 werd branchegenoot Heks’nkaas overgenomen, smeerdipvoeding maakt sindsdien ook deel uit van het productassortiment.

## Geschiedenis
In 1968 begonnen Johan Schreur en zijn vrouw Gerrie Bartelink een bedrijf dat zich toelegt op het bereiden van salades in Glanerbrug, in de garage van Schreur. De naam is een samenvoeging van een deel van de voornaam van Johan Schreur en diens medeoprichter Martin Veldkamp. Deze samenwerking stopt na een paar jaar. Johan en Gerry richtten dan NV Johma salades op. De “ma” van Johma verwijst dan naar de tweede doopnaam van hun zoon Frank.  Eerste afnemers waren slagers, campings, cafés en kleine supermarkten in het oosten van Nederland. Het bedrijf groeide en midden jaren 1970 was een grotere productielocatie nodig. Deze werd in Losser, enkele kilometers verderop, gevonden. In 1984 verkocht Schreur het bedrijf aan het Amerikaanse concern Heinz.
Daarna werd Johma nog een aantal keer overgenomen. Gilde Investments redde Johma in 2009 van een faillissement. Na ingrijpende reorganisaties werd het bedrijf in 2013 verkocht aan AAC Capital, voortgekomen uit ABN AMRO. Sinds 2015 is het in handen van de investeringsmaatschappij IK Investment Partners. Johma maakt met een Belgisch zusterbedrijf deel uit van Salad Signature, dat in 2015 zo'n 176 miljoen euro aan omzet realiseerde met bijna 500 werknemers.
In 2017 werd Heks’nkaas uit Oldenzaal overgenomen door Salad Signature. Verkoper was de familie Roerink.
In december 2020 werd bekend dat de Britse investeringsmaatschappij Pamplona het bedrijf overneemt. De overnamesom is niet gepubliceerd. De verkopende partij, IK Investment Partners, had er vijf jaar eerder zo’n 285 miljoen euro voor betaald.

## Profood
Oprichter Johan Schreur startte na de verkoop van Johma in Oldenzaal het bedrijf Profood en later Fanofinefood voor kant-en-klaar maaltijden. In Twello opende hij Profishfood. De bedrijven kwamen uiteindelijk in handen van 'Koninklijke Smilde', een voedingsmiddelenconcern uit Heerenveen. Schreur overleed in 2012 op 72-jarige leeftijd.